# Сан Феличе (Бергамо)
Сан Феличе је насеље у Италији у округу Бергамо, региону Ломбардија.
Према процени из 2011. у насељу је живело 161 становника. Насеље се налази на надморској висини од 344 м.